# پول سوخته
پول سوخته (اسپانیایی: Plata quemada‎) فیلمی در ژانر درام است که در سال ۲۰۰۱ منتشر شد.

## بازیگران
- ادواردو نوریگا
- لئوناردو اسباراگلیا
- لتیسیا بردیسه
- دولورس فونسی
- کارلوس روفی
- هکتور آلتریو
- کلادیو ریسی
- گابو کره‌آ
- پابلو اِچاری
- دانیل والنسوئلا